# Прогноз землетрясений
Прогноз землетрясений — предположение о том, что землетрясение определённой магнитуды произойдет в определённом месте в определённое время (или в определённом диапазоне времени). Несмотря на значительные усилия сейсмологов в исследованиях, пока невозможно дать такой прогноз с точностью до дня или месяца и добиться того, чтобы предотвращённые потери устойчиво превосходили экономический ущерб от ложных тревог.
Свести ущерб от землетрясений к минимуму невозможно, задача конкретная и требует больших средств. Чаще всего, возможность их получения определяются важностью объекта и уровнем риска, который может считаться приемлемым в случае его разрушения. Чем больше ученые знают о землетрясениях, тем больше возможностей для уменьшения ущерба от них. Они оформляются в виде специальных карт, показывающих пространственно-временное распределение сейсмической опасности или наиболее вероятную силу сотрясений. Эти карты строятся, исходя из информации об уже происходивших землетрясениях. Соответственно, чем больше данных о них, тем выше точность прогноза. Однако не всегда есть сведения о землетрясениях и не потому, что они не возникали, а потому что инструментальные сейсмические наблюдения ведутся только последние сто лет, и нет точных данных о параметрах землетрясений (координаты эпицентра, глубина очага, мощность) за предшествовавший период.
Учёные до сих пор не знают всех деталей физических процессов, связанных с землетрясениями, и методы, какими их можно точно предсказывать. Ряд явлений рассматриваются сейчас как возможные предвестники землетрясений: изменения в ионосфере, различные типы электромагнитных индикаторов, включая инфракрасные и радиоволны, выбросы радона, странное поведение животных.
По мнению Сейсмологического сообщества Америки, заявляемый метод прогноза, который бы был подтверждён как верный, должен обеспечить ожидаемую магнитуду с определённым допустимым отклонением, хорошо определённую зону эпицентра, диапазон времени, в которое произойдет это событие, и вероятность того, что оно действительно произойдет. Данные, на которых основан прогноз, должны поддаваться проверке и результат их обработки должен быть воспроизводим.
Достижение успеха в долгосрочных прогнозах (на годы или десятилетия) гораздо вероятнее достижения прогноза с точностью до месяца. Точные краткосрочные прогнозы (от часов до дня) на данный момент невозможны.

## Проблема прогноза землетрясений
В рамках научных работ с целью предсказания землетрясений сейсмологи исследовали связь предстоящего землетрясения с  движением земной коры , изменением уровня грунтовых вод в скважинах , выделением гелия, выпуском радона или водорода , изменением ускорения сейсмических волн электромагнитными полями (сейсмоэлектромагнетизм),, масштабные изменения температуры почвы , изменения в концентрации ионов в ионосфере.
Некомпетентные лица время от времени заявляют о том, что ими найдено решение проблемы прогноза землетрясений. Подобные фантастические теории предсказания на основании погодных условий, необычных облаков, фаз Луны и др. являются псевдонаучными.

## История исследовательских программ

### В США
В Соединённых Штатах проблема прогноза землетрясений была поднята в середине 1960-х годов. Совместно с Японией было проведено множество конференций, но никаких серьёзных результатов не последовало вплоть до создания в 1977 Национальной программы снижения опасности землетрясений (англ. National Earthquake Hazards Reduction Program).. Одной из его задач стала разработка техник прогноза землетрясений и систем раннего предупреждения. Однако, акценты были смещены с прогноза на смягчение ущерба в 1990 году
В 1984 стартовал Паркфильдский эксперимент, но ему не удалось правильно спрогнозировать землетрясение на разломе Сан-Андреас. В 1995 Национальная академия наук провела коллоквиум «Прогноз землетрясений: вызов для науки», который не смог дать никакой новой информации для предсказаний.

### В Японии
В Японии программа по предсказанию землетрясений стартовала в 1964 с пятилетним планом. В 1978 программа занялась прогнозом землетрясения магнитудой выше 8 в Токае, близ Токио, который мог бы стать крупнейшим бедствием в истории Японии и всей мировой экономики. Сейчас Япония обладает лучшей в мире системой записи сейсмических волн, обнаружения деформаций земной коры, изучения свойств грунтовых вод, электромагнитных изменений. Всё это — часть огромных усилий в попытке понять процессы подготовки землетрясений.

### В Германии
Немецкие ученые, долгое время изучавшие поведение муравьёв в разные периоды сейсмической активности, сделали вывод, что они кардинально изменяли график своей жизнедеятельности только накануне землетрясения, сила которого составляет как минимум 2 балла. По словам ученых из Университета Дуйсбурга, в поведении муравьёв обнаружилась устойчивая смена фаз активности и спокойствия: за несколько часов до землетрясения вместо фазы сна наступал всплеск активности, а следующая за ним фаза активности не наступала в течение суток. По мнению экспертов, это объясняется тем, что перед землетрясением может выделяться токсичный газ, незаметный для человека, однако отражающийся на поведении муравьёв.

### В Китае
В 2013 году после мощного землетрясения в китайской провинции Сычуань было решено вложить в прогноз сейсмических ударов более $300 млн: в наиболее опасных районах страны будет создана сеть из 5000 станций наблюдения, цель которых — раннее предупреждение о сильном землетрясении.

### В России
Российские ученые разработали комплексный метод анализа предвестников землетрясений, что позволит создать работающую систему краткосрочного прогноза сильных подземных толчков. По словам главного научного сотрудника Института космических исследований РАН Сергея Пулинца, используются спутниковые технологии для наблюдения за полным электронным содержанием ионосферы, а также температурой в нижних слоях атмосферы и ряда других параметров для выделения признаков приближения толчков. На данном этапе ученые могут предсказывать землетрясения магнитудой больше 5,5 с точностью до пяти суток, причем по статистике только 60% прогнозов заканчиваются успехом.
В 2010 году заведующий отделением сейсмологии Института физики Земли РАН Геннадий Соболев на конференции «Прогноз землетрясений в России» заявил, что России не хватает станций наблюдения за движениями земной коры в наиболее сейсмоопасных регионах. По его словам, сейсмологам не хватает оборудования для наблюдения за подземной активностью.
В 2011 году заместитель директора Института физики Земли Евгений Рогожин на конференции «Прогноз землетрясений: готова ли к ним Россия и мир?» заявил, что слабой стороной изучения предвестников является то, что нет никакой специальной службы в нашей стране, которая вела бы комплексное наблюдение за всеми предвестниками.
Специалистами Сибирского отделения РАН и Сибирского НИИ геологии, геофизики и минерального сырья в 2012 был разработан метод активного мониторинга, при котором используются вибрационные источники мощностью до 100 тонн, позволяющие прогнозировать землетрясения. Вибрационные источники позволяют получать данные о строении земной коры. Однако работы по созданию самой системы прогнозирования землетрясений еще ведутся на полигоне в Быстровке.

## Предвестники
Многим землетрясениям, особенно крупным, предшествовали некоторые явления, не характерные для данной местности. В результате систематизации данных по крупным землетрясениям XVII - XXI веков, а также по летописям, в которых упоминаются события, связанные с землетрясениями, был установлен ряд некоторых типичных явлений, которые могут служить оперативными предвестниками землетрясений. Так как землетрясения имеют различные механизмы возникновения, происходят в разных геологических условиях, в разное время суток и года сопутствующие явления, служащие предвестниками, тоже могут быть различными. 
Практически все явления предвестники по состоянию на  начало 2010-х годов имеют научное объяснение. Тем не менее, использовать их для оперативного оповещения удается крайне редко, поскольку явления-предвестники не являются специфичными именно для землетрясений. Например, атмосферные световые явления могут возникать в периоды геомагнитных бурь или иметь техногенную природу, а массовое беспокойство животных может быть вызвано надвигающимся циклоном.
В настоящее время выделяют следующие явления, которые могут служить предвестниками землетрясений: форшоки, аномальные атмосферные явления, изменения уровня грунтовых вод, беспокойное поведение животных.
Исследование 2020 года при помощи закреплённых датчиков поведения животных — шести коров, пяти овец и двух собак — в сейсмоактивном районе Италии показало, что самое большее за 20 часов до землетрясения их поведение изменяется, причем чем ближе эпицентр, тем раньше. Самые чувствительные — собаки, после них — коровы.

### Форшоки
Форшоки — умеренные землетрясения, которые предшествуют сильному. Высокая форшоковая активность в сочетании с другими явлениями может служить оперативным предвестником. Так, например, Китайское сейсмологическое бюро на этом основании начало эвакуацию миллиона человек за день до сильного землетрясения в 1975 году.
Хотя половине крупных землетрясений предшествуют форшоки, из общего числа землетрясений форшоками являются только 5-10 %. Это часто порождает ложные предупреждения.

### Оптические явления в атмосфере
С давних времен замечено, что многим крупным землетрясениям предшествуют необычные для данной местности оптические явления в атмосфере: сполохи, похожие на полярные сияния, световые столбы, облака странной формы. Появляются они как непосредственно перед толчками, но иногда могут происходить и за несколько суток. Так как эти явления обычно замечаются случайно людьми, не имеющими специальной подготовки, которые не могут дать объективного описания  до массового появления мобильных фото- и видеоустройств  анализ такой информации весьма сложен. Лишь в последнее десятилетие, с развитием спутникового мониторинга атмосферы, мобильной фотографии и автомобильных видеорегистраторов необычные оптические явления перед землетрясением были надежно зафиксированы, в частности перед Сычуаньским землетрясением.
По современным представлениям необычные оптические явления в атмосфере связаны с такими процессами в зоне будущего землетрясения как:
1. Выход в атмосферу газов из паров из напряженных горных пород. Вид и характер явлений зависят от исходящих газов: горючие метан и сероводород могут давать факела пламени, что наблюдалось, например, перед Крымскими землетрясениями, радон под действием собственной радиоактивности флюоресцирует голубым светом и вызывает флюоресценцию других атмосферных газов, сернистые соединения могут вызывать хемилюминисценцию.
2. Электризация напряженных горных пород, что вызывает электрические разряды на поверхности земли и в атмосфере в районе будущего очага.[35]

### Изменение уровня грунтовых вод
Постфактум установлено, что многим крупным землетрясениям предшествовало аномальное изменение уровня грунтовых вод, как в колодцах и скважинах, так в ключах и родниках. В частности перед Чуйским землетрясением местами на поверхности почвы внезапно появились множественные ключи из которых стала достаточно быстро поступать вода. Тем не менее, значительная часть землетрясений не вызывала предшествующих изменений в водоносных горизонтах.

### Беспокойное поведение животных
Достоверно засвидетельствовано, что основным толчкам многих сильных землетрясений предшествует необъяснимое беспокойство животных на значительной территории. Наиболее вероятно, что животные ощущают при этом непривычные вибрации или реагируют на инфразвуковые колебания. Такое наблюдалось, например, при Крымских землетрясениях 1927 года, перед Ашхабадским землетрясением и перед Чуйским землетрясением. Но перед Спитакским землетрясением и землетрясением в Нефтегорске массового аномального поведения животных замечено не было.

## Попытки прогнозов

### Италия
20 сентября 2011 г. шесть итальянских геофизиков-вулканологов предстали перед судом по обвинению в неспособности предсказать катастрофические последствия землетрясения в Л’Акуиле (2009) .

### Китай

#### Хайчэнская эвакуация
После серии форшоков (некоторые из которых смогли нанести некоторый ущерб зданиям) некоторые местные руководители эвакуировали население. Через некоторое время произошло крупное землетрясение с M7.3. И хотя разговоры о возможности такого землетрясения на северо-востоке Китая были ещё несколько лет назад, конкретного прогноза сформулировано не было.
Тем не менее, Таншаньское землетрясение, по официальным данным унесшее жизни 242 тысяч человек, предсказать не удалось. На некоторое время это поставило под сомнение исследования по прогнозу землетрясений.

### Япония
В 1892 году японское правительство основало Имперский комитет по исследованию землетрясений в ответ на разрушительное Землетрясение Ноби (1891) (Мино-Овари) с M8.0.